# Raio de curvatura

Raio de curvatura e centro de curvatura

Na geometria diferencial, o raio de curvatura, R, é o recíproco da curvatura . Para uma curva, é igual ao raio do arco circular que melhor se aproxima da curva naquele ponto. Para superfícies, o raio de curvatura é o raio de um círculo que melhor se ajusta a uma seção normal ou a suas combinações.

## Definição
O raio de curvatura é uma magnitude que mede a curvatura de um objeto geométrico tal como uma linha curva, uma superfície ou mais genericamente uma variedade diferenciável imersa em um espaço euclidiano.
O raio de curvatura é matematicamente descrito por
{\displaystyle R={\frac {1}{|k|}}}
onde {\displaystyle k} é a curvatura de uma determinada função.

Se a curva é dada em coordenadas cartesianas como {\displaystyle y=f(x)}, e diferenciável pelo menos duas vezes, então o raio de curvatura é dado por
{\displaystyle R=\left|{\frac {(1+y'^{2})^{3/2}}{y''}}\right|}
onde {\displaystyle y'={\frac {dy}{dx}}} e {\displaystyle y''={\frac {d^{2}y}{dx^{2}}}}

Caso a curva seja definida em equações paramétricas como {\displaystyle x(t)} e {\displaystyle y(t)}, então o raio de curvatura é dado por
{\displaystyle R={\frac {(x'^{2}+y'^{2})^{3/2}}{|x'y''-y'x''|}}}
onde {\displaystyle y'={\frac {dy}{dt}}} e {\displaystyle x'={\frac {dx}{dt}}}, e também {\displaystyle x''={\frac {d^{2}x}{dt^{2}}}} e {\displaystyle y''={\frac {d^{2}y}{dt^{2}}}}

Em notação vetorial, pode-se interpretar a definição acima como
{\displaystyle R={\frac {\left|\mathbf {r'} \right|^{3}}{\left|\mathbf {r'} \times \mathbf {r''} \right|}}}
onde {\displaystyle \mathbf {r} } é uma função vetorial definida por funções escalares de parâmetro {\displaystyle t} nas direções dos eixos de um sistema de coordenadas retangulares.

## Fórmula
Se γ : ℝ → ℝn é uma curva parametrizada em ℝn então o raio de curvatura em cada ponto da curva, ρ : ℝ → ℝ, é dado por{\displaystyle \rho ={\frac {\left|{\boldsymbol {\gamma }}'\right|^{3}}{\sqrt {\left|{\boldsymbol {\gamma }}'\right|^{2}\,\left|{\boldsymbol {\gamma }}''\right|^{2}-\left({\boldsymbol {\gamma }}'\cdot {\boldsymbol {\gamma }}''\right)^{2}}}}} Como um caso especial, se f(t) é uma função de ℝ a ℝ, então o raio de curvatura de seu gráfico, γ(t) = (t, f(t)), é: {\displaystyle \rho (t)={\frac {\left|1+\{[f(t)]'\}^{2}\right|^{\frac {3}{2}}}{\left|f''(t)\right|}}.} Derivação
Seja γ como acima, e corrija t . Queremos encontrar o raio ρ de um círculo parametrizado que corresponda a γ em suas derivadas zero, primeira e segunda em t . Claramente, o raio não dependerá da posição γ(t), apenas da velocidade γ′(t) e da aceleração γ″(t) . Existem apenas três escalares independentes que podem ser obtidos a partir de dois vetores v e w, a saber v · v, v · w e w · w . Assim o raio de curvatura deve ser a função de três escalares |γ′(t)|2, | γ″(t)|2 e γ′(t) · γ″(t).
A equação geral para um círculo parametrizado em is ℝn é{\displaystyle \mathbf {g} (u)=\mathbf {a} \cos h(u)+\mathbf {b} \sin h(u)+\mathbf {c} }onde c ∈ ℝn é o centro do círculo (irrelevante, pois desaparece nas derivadas), a,b ∈ ℝn são vetores perpendiculares de comprimento ρ (ou seja, a · a = b · b = ρ2 e  a · b = 0 ) h : ℝ → ℝ é uma função arbitrária que é duas vezes diferencial em t .
Os derivados relevantes de g calculam-se como{\displaystyle {\begin{aligned}|\mathbf {g} '|^{2}&=\rho ^{2}(h')^{2}\\\mathbf {g} '\cdot \mathbf {g} ''&=\rho ^{2}h'h''\\|\mathbf {g} ''|^{2}&=\rho ^{2}\left((h')^{4}+(h'')^{2}\right)\end{aligned}}}
Se agora igualarmos essas derivadas de g às derivadas correspondentes de γ at t, obtemos{\displaystyle {\begin{aligned}|{\boldsymbol {\gamma }}'(t)|^{2}&=\rho ^{2}h'^{\,2}(t)\\{\boldsymbol {\gamma }}'(t)\cdot {\boldsymbol {\gamma }}''(t)&=\rho ^{2}h'(t)h''(t)\\|{\boldsymbol {\gamma }}''(t)|^{2}&=\rho ^{2}\left(h'^{\,4}(t)+h''^{\,2}(t)\right)\end{aligned}}}
Essas três equações em três incógnitas ( ρ, h′(t) e h″(t) ) podem ser resolvidas para ρ, fornecendo a fórmula para o raio de curvatura:
{\displaystyle \rho (t)={\frac {\left|{\boldsymbol {\gamma }}'(t)\right|^{3}}{\sqrt {\left|{\boldsymbol {\gamma }}'(t)\right|^{2}\,\left|{\boldsymbol {\gamma }}''(t)\right|^{2}-{\big (}{\boldsymbol {\gamma }}'(t)\cdot {\boldsymbol {\gamma }}''(t){\big )}^{2}}}}}
ou, omitindo o parâmetro t para facilitar a leitura,{\displaystyle \rho ={\frac {\left|{\boldsymbol {\gamma }}'\right|^{3}}{\sqrt {\left|{\boldsymbol {\gamma }}'\right|^{2}\;\left|{\boldsymbol {\gamma }}''\right|^{2}-\left({\boldsymbol {\gamma }}'\cdot {\boldsymbol {\gamma }}''\right)^{2}}}}.}

## Exemplos

Uma elipse (vermelha) e sua evolução (azul). Os pontos são os vértices da elipse, nos pontos de maior e menor curvatura.

### Semicírculos e círculos
{\displaystyle y={\sqrt {a^{2}-x^{2}}},\quad y'={\frac {-x}{\sqrt {a^{2}-x^{2}}}},\quad y''={\frac {-a^{2}}{\left(a^{2}-x^{2}\right)^{\frac {3}{2}}}},\quad R=|-a|=a.}
Para um semicírculo de raio a no semiplano inferior{\displaystyle y=-{\sqrt {a^{2}-x^{2}}},\quad R=|a|=a.} O círculo de raio a tem um raio de curvatura igual a a.

### Elipses
Em uma elipse com o eixo maior 2a e o eixo menor 2b, os vértices no eixo principal têm o menor raio de curvatura de qualquer ponto, R = ⁠b2/a⁠ ; e os vértices no eixo menor têm o maior raio de curvatura de qualquer ponto, R = ⁠a2/b⁠ .

## Aplicações
- Geometria diferencial , consulte equação de Cesàro.
- Raio de curvatura da terra (aproximado por um elipsóide oblato), consulte Raio de curvatura da terra.
- Equações de flexão de vigas.
- Lentes e espelhos esféricos.

### Estresse em estruturas semicondutores
O estresse na estrutura do semicondutor envolvendo filmes finos evaporados geralmente resulta da expansão térmica (estresse térmico) durante o processo de fabricação. O estresse térmico ocorre porque as deposições dos filmes geralmente são feitas acima da temperatura ambiente.Após o resfriamento da temperatura de deposição para a temperatura ambiente, a diferença nos coeficientes de expansão térmica do substrato e do filme causa estresse térmico.

O estresse intrínseco resulta da microestrutura criada no filme à medida que os átomos são depositados no substrato. O estresse elástico resulta dos micro vazios no filme fino, devido à interação atraente dos átomos através dos vazios.
O estresse nas estruturas de semicondutores de película fina resulta na flambagem das bolachas. O raio da curvatura da estrutura tensionada está relacionado ao tensor de tensão na estrutura e pode ser descrito pela fórmula de Stoney modificada. A topografia da estrutura tensionada, incluindo raios de curvatura, pode ser medida usando métodos de scanner óptico. As modernas ferramentas de scanner têm a capacidade de medir a topografia completa do substrato e medir os dois principais raios de curvatura, fornecendo a precisão da ordem de 0,1% para raios de curvatura de 90 metros ou mais.